# Reichstag von Västerås (1527)

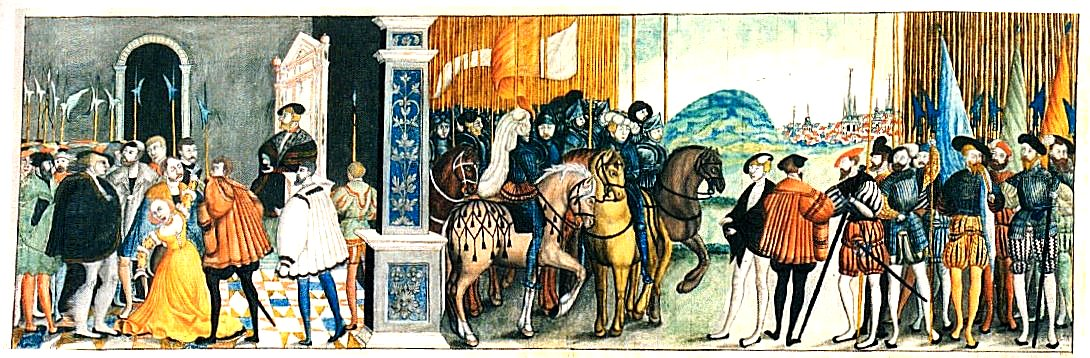
Gustav Wasa triumphiert - Västerås 1527

Der Name Reichstag von Västerås (schwedisch Västerås riksdag) wird allgemein für den Reichstag von 1527 verwendet, der auch unter dem Namen Reformationsreichstag bekannt ist. In der schwedischen Geschichtsschreibung ist auch die Bezeichnung Västerås recess gängig (eigentlich nur der Reichstagsbeschluss).
Der Reichstag wurde auf dem Schloss von Västerås und im Konventssaal des Dominikanerklosters auf Munkholmen abgehalten. König Gustav Wasa berief ihn ein, weil es in der Region Dalarna zu Unruhen und Aufständen gekommen war. Ein weiterer Grund war die schwierige ökonomische Stellung der Krone, die der König durch eine Enteignung der Bischöfe beseitigen wollte, deren Position schwach war, weil sie mit der kürzlich erst beseitigten dänischen Fremdherrschaft verbündet gewesen waren. Er ließ den Reichstagsbeschluss von seinem Berater – dem reformatorisch gesinnten Laurentius Andreae – ausarbeiten, der argumentierte, dass die Besitztümer der Kirche der Allgemeinheit zuständen. So wurde beschlossen, den nicht unmittelbar für kirchliche Zwecke nötigen Besitz zugunsten der Krone einzuziehen. Zusätzlich verloren die Bischöfe ihren Sitz im Reichsrat, ihre Burgen mussten geschleift und ihre Besatzungen aufgelöst werden. Durch die gewaltige Verringerung der ökonomischen und militärischen Machtstellung der Kirche kam es zu einer Verstärkung der Macht der schwedischen Krone.
Die klassische Reformationsgeschichtsschreibung sah in diesem Reichstag die Einführung der Reformation in Schweden. Es kam aber noch nicht zu einem Bruch mit dem Heiligen Stuhl und weder zu einer flächendeckenden Umgestaltung der kirchlichen Gebräuche noch zur Einführung der reformatorischen Lehre. Der Satz im Reichstagsbeschluss, dass das Wort Gottes überall „rein“ gepredigt werden sollte, war eine Ermächtigung zum reformatorischen Handeln, von dem der König aber kaum entschiedenen Gebrauch machte.
An dem Platz des Dominikanerklosters befindet sich heute das Stadthaus von Västerås. Südlich von diesem finden sich noch heute Reste der alten Grundmauern des Klosters. Von anderen Mauern sieht man noch Marken im Boden. Auch im Inneren des Stadthauses besteht der Fußboden aus Steinen und Platten, die vermutlich von dem Kloster stammen. Am deutlichsten kann man die Zeichen der Geschichte im Konventssaal sehen.
In Västerås wurden insgesamt vier Reichstage abgehalten. Die bekanntesten sind die von 1527 und 1544. Auf dem Reichstag von 1544 wurde beschlossen, die lutherische Lehre verbindlich einzuführen und in Schweden die Wahlmonarchie abzuschaffen. Der Beschluss wurde auf dem Reichstag von 1547 in Strängnäs nochmals bestätigt.
Der Reichstag von 1544 ist der erste, von dem noch schriftliche Aufzeichnungen existieren. Der Begriff Reichstag wurde in Schweden in den 1540er Jahren geprägt.